# Prospalta cyclicicoides
Prospalta cyclicicoides är en fjärilsart som beskrevs av Max Wilhelm Karl Draudt 1950. Prospalta cyclicicoides ingår i släktet Prospalta och familjen nattflyn. Inga underarter finns listade i Catalogue of Life.